# Филомела
Филомела (грч. Philomele; лат. Philomela) је жена тракијског краља Тереја.

## Митологија
Филомела је срећно живела код свог оца Пандиона краља Атине, све док није са Терејом отишла у посету код своје сестре Прокне у Тракију.
На путу до Тракије, тереј се заљубио у Филомелу и дошавши у Тракију, он је није повео у палату већ у густу шуму надомак палате, где је покушао насилно обљубити. Филомела је успела да му се одупре, али је Тереј затворио у усамљену колибу, не би ли је приморао попустљивост. Када је, након неког времена поново дошао, Филомела му је рекла да о његовом срамном покушају неће чутати, па је Тереј, уплашен претњом, одсекао језик. Филомела је, нашавши у колиби разбој за ткање, саткала платно на коме је написала све шта јој се догодило, и то послала својој сестри Прокни.
Прокна је, када је примила вест од Филомеле, крадомице ослободила своју сестру и довела је у палату, где су смислиле освету Тереју. прокна је убила свога сина, кога је тереј највише волео, и дала Тереју да једе његово месо.
Зевс је, како сличан злочин није опростио ни свом сину Танталу, тако није ни сестрама Прокни и Филомели, као ни Тереју који је све почео, те је и њих, као и свог сина, лишио људског лика. Зевс је Тереја претворио у птицу кукавицу, Прокну у славуја, а Филомелу у ласту.